# Mistrzostwa Świata FIBT 1970
Mistrzostwa Świata FIBT 1970 odbyły się w dniu 15 lutego 1970 w szwajcarskiej miejscowości Sankt Moritz, gdzie rozegrano konkurencję męskich dwójek i czwórek bobslejowych.

## Dwójki
- Data: 15 lutego 1970

| Miejsce | Państwo    | Zawodnik                             | Czas |
| ------- | ---------- | ------------------------------------ | ---- |
| 1       | RFN        | Horst Floth Pepi Bader               | -    |
| 2       | RFN        | Wolfgang Zimmerer Peter Utzschneider | -    |
| 3       | Szwajcaria | Gion Caviezel Hans Candrian          | -    |

## Czwórki
- Data: 15 lutego 1970

| Miejsce | Państwo    | Zawodnik                                                          | Czas |
| ------- | ---------- | ----------------------------------------------------------------- | ---- |
| 1       | Włochy     | Nevio De Zordo Roberto Zandonella Mario Armano Luciano De Paolis  | -    |
| 2       | RFN        | Wolfgang Zimmerer Walter Steinbauer Pepi Bader Peter Utzschneider | -    |
| 3       | Szwajcaria | René Stadler Hans Candrian Max Forster Peter Schärer              | -    |

## Tabela medalowa
| Miejsce | Państwo    |   |   |   | Razem |
| ------- | ---------- | - | - | - | ----- |
| 1.      | RFN        | 1 | 2 | 0 | 3     |
| 2.      | Włochy     | 1 | 0 | 0 | 1     |
| 3.      | Szwajcaria | 0 | 0 | 2 | 2     |